# Betty Vidigal
Elizabete Vidigal Hastings (São Paulo, 1948) é uma poeta, contista e jornalista brasileira. É parecerista do Ministério da Cultura - MinC e foi diretora da UBE-União Brasileira de Escritores. Foi co-editora das revistas literárias Essência e O Escritor. Colaborou nas revistas Voz Lusíada e Revista Brasileira de Poesia e Crítica. Na década de 1980, foi editora da Revista do CISV.

## Biografia
Betty nasceu na cidade de São Paulo, tendo morado em Higienópolis na infância e depois no Alto de Pinheiros (sua família foi das primeiras moradoras do bairro, por onde ainda passavam boiadas -- por isso a atual avenida Diógenes Ribeiro de Lima ainda é chamada até hoje de Estrada da Boiada ). Estudou no tradicional Colégio Des Oiseaux, cursou Física na USP e Design de Interiores na Escola Panamericana de Arte.
Já fazia versos antes de saber ler e escrever. Teve o primeiro livro publicado aos 17 anos, com prefácio de Lygia Fagundes Telles . Na década de 1960, fez parte do grupo Catequese Poética, liderado pelo poeta Lindolf Bell. Já no século 21, formou-se em Comunicação, Jornalismo. 

Lecionou na Escola Panamericana de Arte a disciplina de Design de Interiores, tendo trabalhado nessa área por mais de vinte anos, com trabalhos publicados na revistas nacionais de Arquitetura e de Design.
Integrou a Oficina de Dramaturgia da TV Globo, com Flávio de Campos.. Foi roteirista na emissora por um breve período. Participou do coletivo literário feminista Mulherio das Letras.

## Textos Apócrifos na Internet
Assinou no jornal O Escritor a página Textos Apócrifos na Internet, em que eram investigados textos sobre cuja autoria houvesse dúvidas. Assim, foram esclarecidas, por exemplo, as autorias de textos indevidamente atribuídos a Jorge Luis Borges (Instantes), Carlos Drummond de Andrade, Clarice Lispector, Vinicius de Moraes, Gabriel García Márquez, Rita Lee, Mario Quintana, Arnaldo Jabor, Luis Fernando Verissimo, entre outros. Muitos destes artigos foram reproduzidos e podem ser acessados online, em diversos sites, como o do Jornal de Poesia e o da Biblioteca do Futuro.

## Livros publicados
Poesia
- Eu e a Vela[10][11]
- Tempo de Mensagem[12][11]
- Os Súbitos Cristais[13][11]
- Paixão via Internet (e outros delírios improváveis)[11]

Contos
- Posto de Observação[11]
- Triângulos[14][11]

No exterior
- Posto de Observação - contos para a happy-hour (Portugal - 1996. Universitária Editora)
- Los Djinns de Victor Hugo (Argentina - 2011. Editora Serapis)